# Tennis aux Jeux panaméricains de 1983
Navigation
1979 1987
Les compétitions de tennis aux Jeux panaméricains de 1983 ont lieu du 15 au 25 août 1983 à Caracas, au Venezuela.

## Médaillés
| Simple messieurs | Greg Holmes (USA)                     | Fernando Pérez (MEX)                    | Christian Miniussi (ARG)                    |  |  |  |
| Double messieurs | États-Unis Eric Korita Jon Levine     | Mexique Jorge Lozano Fernando Pérez     | Venezuela Iñaki Calvo Carlos Claverie       |  |  |  |
|                  |                                       |                                         |                                             |  |  |  |
| Simple dames     | Gretchen Rush (USA)                   | Gigi Fernández (PUR)                    | Heliane Steden (MEX)                        |  |  |  |
| Double dames     | États-Unis Gretchen Rush Louise Allen | Porto Rico Gigi Fernández Marilda Júlia | Mexique Claudia Hernández Alejandra Vallejo |  |  |  |
|                  |                                       |                                         |                                             |  |  |  |
| Double mixte     | Venezuela Nuria Alasia Iñaki Calvo    | Mexique Alejandra Vallejo Jorge Lozano  | États-Unis Linda Gates Greg Holmes          |  |  |  |

## Tableau des médailles
| * | Pays hôte |

| Rang  | Nation      | Or | Argent | Bronze | Total |
| ----- | ----------- | -- | ------ | ------ | ----- |
| 1     | États-Unis  | 4  | 0      | 1      | 5     |
| 2     | Venezuela * | 1  | 0      | 1      | 2     |
| 3     | Mexique     | 0  | 3      | 2      | 5     |
| 4     | Porto Rico  | 0  | 2      | 0      | 2     |
| 5     | Argentine   | 0  | 0      | 1      | 1     |
| Total | Total       | 5  | 5      | 5      | 15    |